# Гарам масала

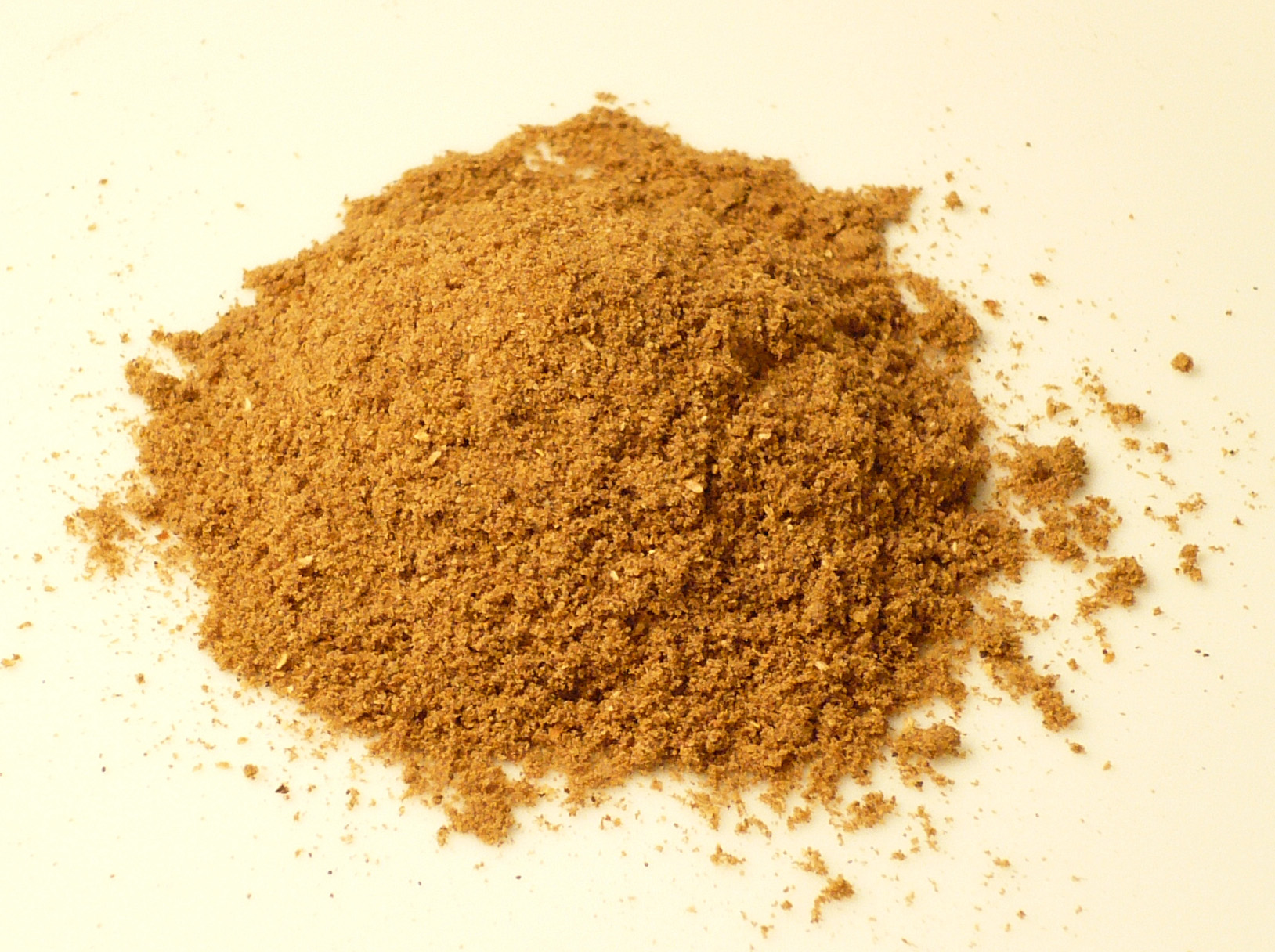
Гарам масала

Гара́м маса́ла (от хинди गरम मसाला, garam — горячий, и масала — смесь) — смесь специй, используемых в североиндийской кухне и кухне ряда других южноазиатских стран. Используется как самостоятельно, так и в сочетании с другими специями. Слово «гарам» имеет значение «согревающий тело», поскольку специи, входящие в состав смеси, в аюрведической медицине считаются повышающими температуру тела человека.

## Состав

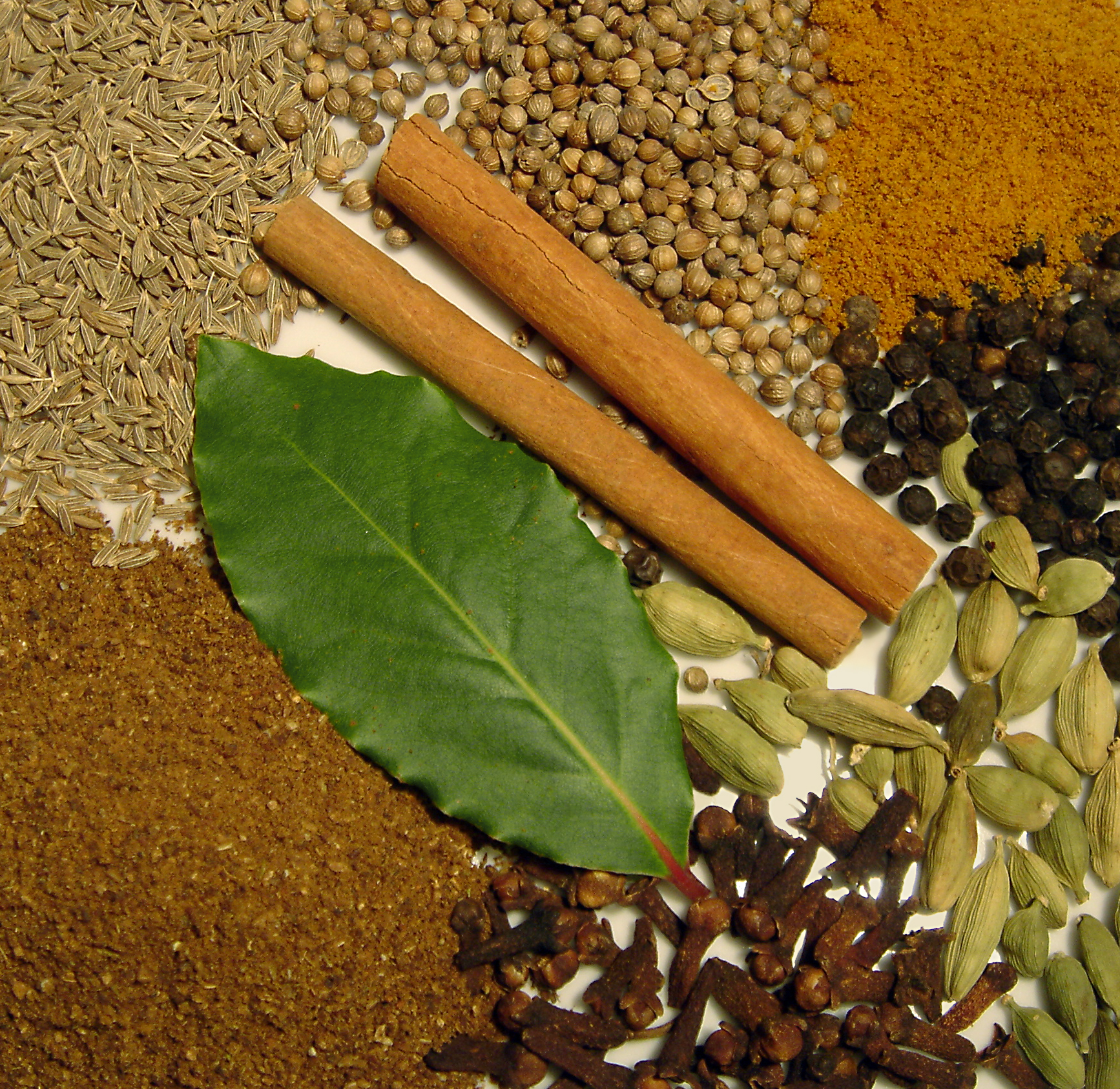
Ингредиенты гарам масалы

Состав гарам масалы отличается в зависимости от региона. Различные комбинации этих и других специй используются в различных рецептах, и ни один из рецептов не считается более достоверным, чем другой. Компоненты смеси поджариваются и смешиваются.
Типичный вариант гарам масалы включает в себя:
- чёрный и белый перец
- гвоздика
- листья балабара (корицы малабарской)
- листья мускатного ореха
- чёрные и белые семена кумина (зира)
- корица
- стручки чёрного и зелёного кардамона
- мускатный орех
- бадьян
- семена кориандра

Некоторые рецепты требуют смешивать специи с травами, а другие в качестве основы указывают воду, уксус, кокосовое молоко или другие жидкости, чтобы сделать пасту. В некоторых рецептах могут быть добавлены орехи, лук или чеснок; используется поджарка.